# Mauro Curradi
(Intervista di Mauro Curradi alla Nazione Indiana )
Mauro Curradi (Pisa, 1925 – 23 agosto 2005) è stato uno scrittore italiano, allievo di Natalino Sapegno.
Sotto la supervisione di Vittorio Sereni e Niccolò Gallo (e la stima di Aldo Palazzeschi), iniziò le pubblicazioni negli anni cinquanta.
È vissuto a lungo in Marocco e ha collaborato con vari Istituti italiani di cultura all'estero che lo hanno portato a soggiornare in varie città del mondo (Stoccolma, Addis Abeba, Nuova Delhi, Tel Aviv, Tunisi) che dimostrano la sua tolleranza e interesse per le culture diverse senza problemi di etnia.
Ha pubblicato romanzi presso gli editori "Mondadori", "L'Obliquo" e "Meridiano zero".
È cugino della scrittrice Luisa Adorno.
Nella recensione al romanzo "Cera e oro" su l'Espresso Marco Belpoliti ha scritto del suo elegante stile narrativo:
(Articolo "Esotismo di classe" su "l'espresso" del 1º agosto 2002 )

## Opere
- Cera e oro, Collana: Questa non è una pipa [3], Padova, Meridiano Zero, 2002, ISBN 88-8237-045-3. [4]
- Passato prossimo, Collana: Questa non è una pipa, Padova, Meridiano Zero, 2003, ISBN 88-8237-057-7. [5]
- Persona non grata, Collana: Questa non è una pipa, Padova, Meridiano Zero, 2003, ISBN 88-8237-062-3.
- Junior, Collana: Questa non è una pipa, Padova, Meridiano Zero, 2005, ISBN 88-8237-083-6.